# Pala de cables eléctrica
La pala de cables eléctrica, también denominada pala electromecánica o simplemente pala mecánica, pala eléctrica o pala de cables, es un tipo de excavadora frontal eléctrica autopropulsada, sobre orugas, que usa cables para accionar el desplazamiento del cucharón.

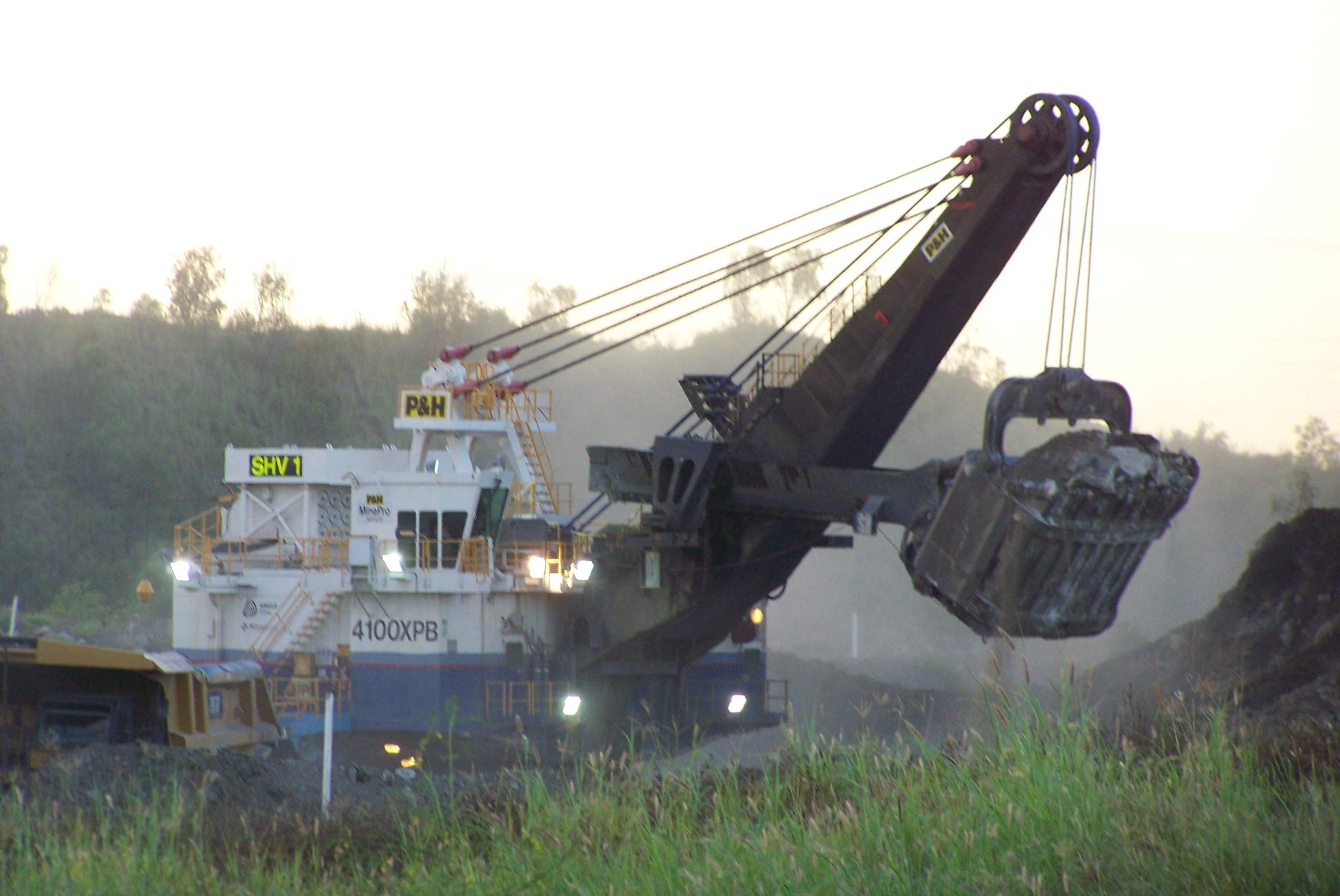
Pala P&H 4100XPB de la compañía de equipo minero japonesa Komatsu.

Las palas eléctricas son las excavadoras cargadoras de mayor tamaño que existen. Las más grandes con cucharones de 120 t de capacidad llegan a tener masas del orden de las 1400 toneladas, medir alrededor de 22 metros de altura, 14 metros de ancho y 30 metros desde las poleas de la pluma hasta el contrapeso.

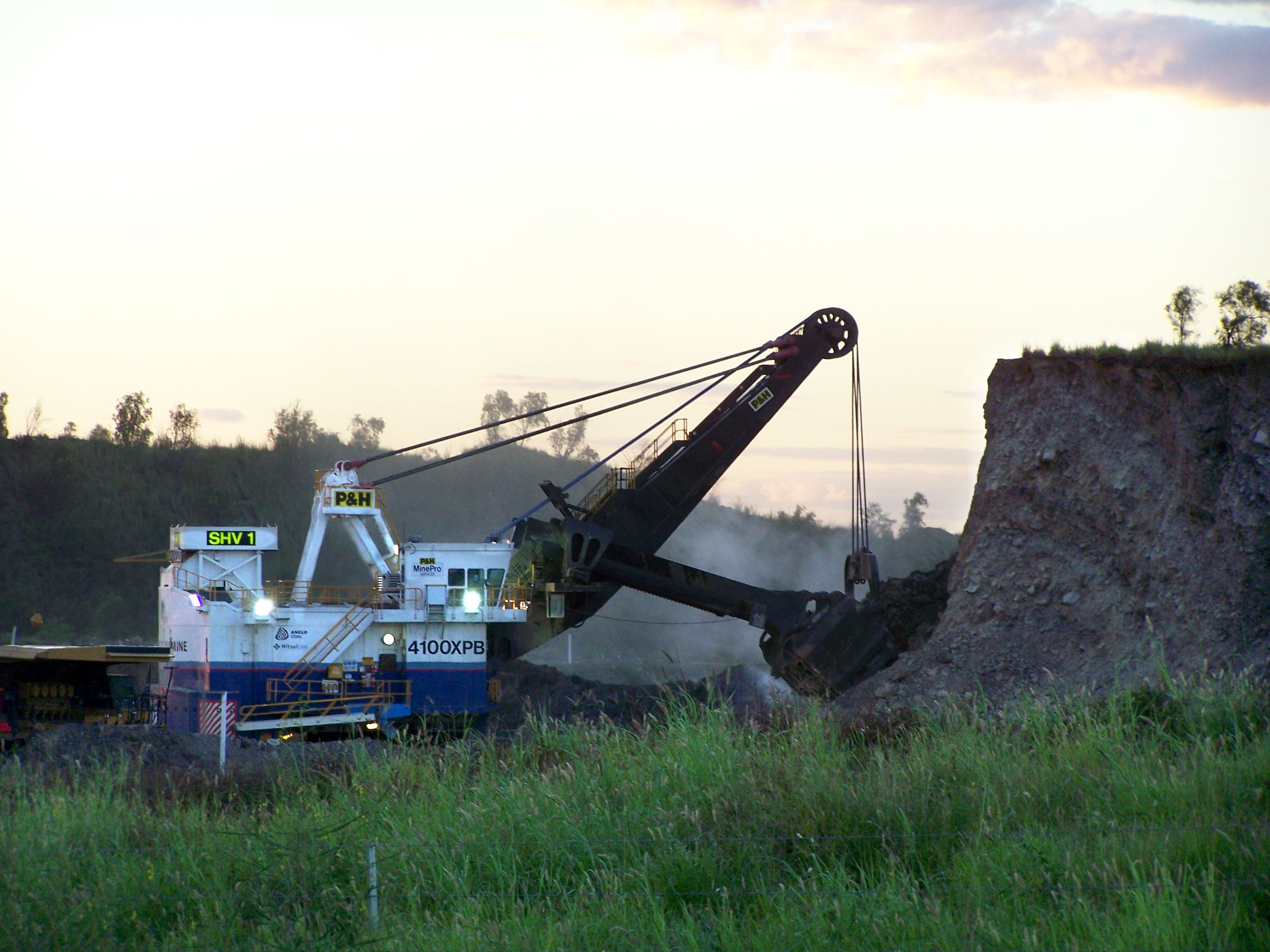
Pala excavando sobrecarga.

Aunque las palas de cables actuales sean eléctricas, han existido palas de cables de propulsión diésel.

## Partes

Esquema de funcionamiento.

Comparte las mismas partes que una excavadora hidráulica, aunque con algunas diferencias:
- Chasis: estructura portante desplazable mediante cadenas.
- Corona de giro: sirve de apoyo de la estructura sobre el chasis, permitiendo a ésta girar mientras el chasis permanece en estación.
- Estructura: sostiene el resto de la excavadora (motores, transmisiones, cabina, contrapeso, etc).
- Cucharón: fijo, dispuesto en el extremo de un brazo móvil, de accionamiento mecánico o hidráulico, soportado por una pluma fija. La capacidad del cucharón varía desde las 15 toneladas hasta las 120 toneladas en los modelos más grandes en la actualidad.
- Sistemas de accionamiento: cables propulsados por motores eléctricos y/o sistemas electro-hidráulicos.
- Alimentación: se usa un cable de alta tensión, conectado a un generador diésel o a la red eléctrica.

## Uso
Las palas eléctricas se usan principalmente como cargadoras de camiones volquete, dúmper, en las minas a cielo abierto. En el pasado eran utilizadas en obras civiles de gran envergadura, como construcciones de presas o canales, y también como dragas.